# Sistar
Sistar (hangul: 씨스타; zapis stylizowany: SISTAR) – południowokoreański zespół stworzony przez Starship Entertainment w 2010 roku. Składał się z czterech członkiń: Hyolyn, Bora, Soyou oraz Dasom. Grupa zadebiutowała 9 sierpnia 2011 roku z albumem studyjnym So Cool. 23 maja 2017 roku wytwórnia potwierdziła rozpad grupy.

## Podgrupy
W 2011 roku zadebiutowała podgrupa zespołu, Sistar19, w której skład weszły Hyorin i Bora. Pierwszy singel, „Ma Boy”, ukazał się w 3 maja 2011 roku, a kolejny – „Gone Not Around Any Longer” (kor. 있다 없으니까) – został wydany 31 stycznia 2013 roku wraz z minialbumem o tym samym tytule.

## Dyskografia

### Albumy studyjne
- So Cool (2011)
- Give It to Me (2013)

### Minialbumy
- Alone (2012)
- Loving U (2012)
- Touch N Move (2014)
- Sweet & Sour (2014)
- Shake It (2015)
- Insane Love (2016)